# Valkbrug
De Valkbrug is een brug over de Rijnsburgersingel in de binnenstad van de  Nederlandse stad Leiden. De brug verbindt de Lammermarkt / Molenwerf met het Schuttersveld en bevindt zich nabij molen De Valk, waarnaar deze brug genoemd is.

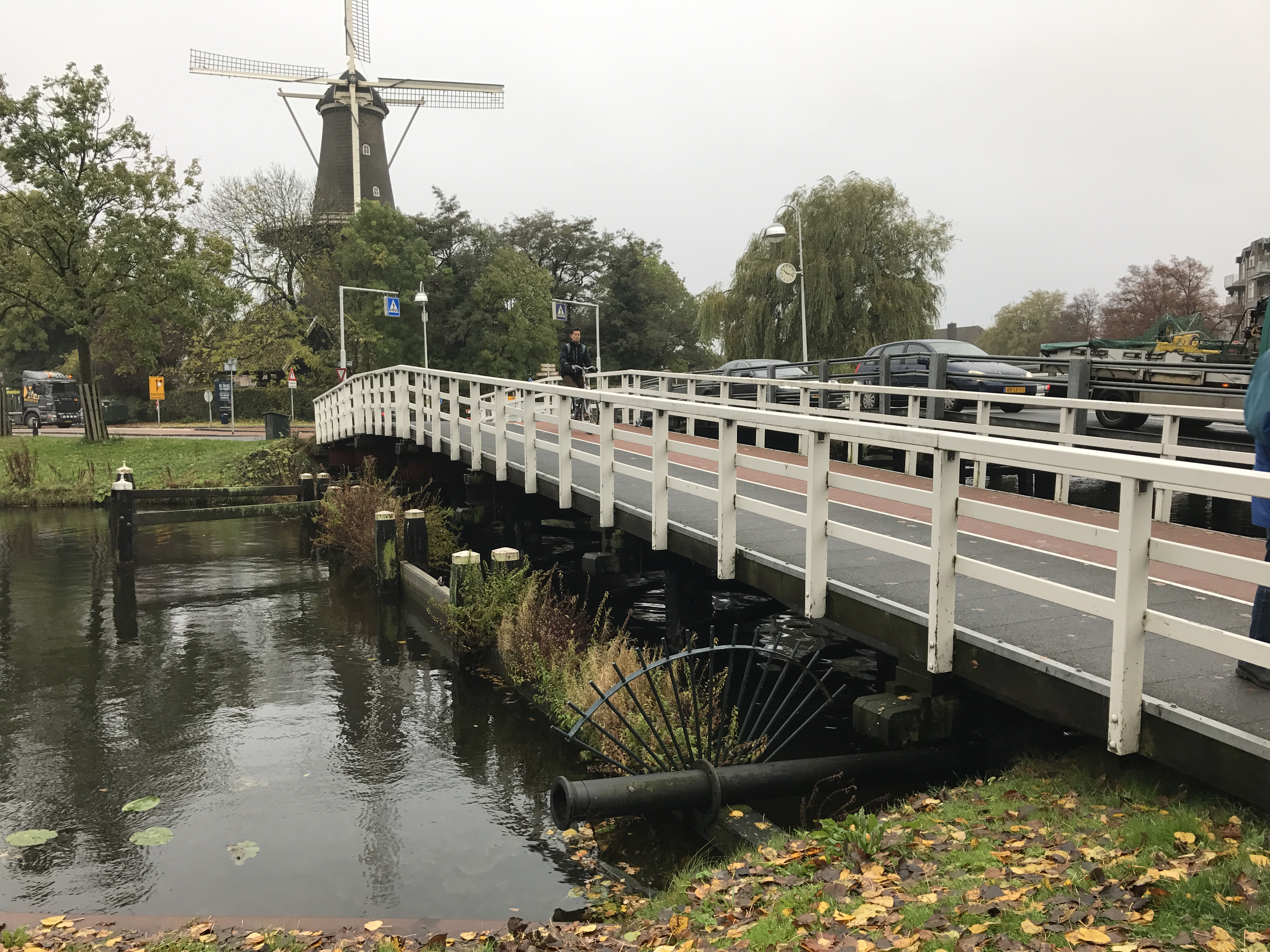
De oude Valkbrug in november 2016

Op 15  januari 2018 zijn de werkzaamheden gestart van de vernieuwing van de tijdelijke brug die in 2002 werd aangelegd. De tijdelijke brug was ter vervanging van de oude Valkbrug die in verval verkeerde en een erg lage doorvaarthoogte had.
De gerenoveerde Valkbrug bestaat uit vier losse bruggen (twee voor langzaam verkeer en twee voor autoverkeer) die vanaf de Lammermarkt uitwaaieren naar het kruispunt Schuttersveld.
De nieuwe Valkbrug heeft in tegenstelling tot de tijdelijke brug uit 2002 geen tussensteunpunten in het water en een volledig vrije overspanning van circa 26 meter van oever naar oever. Bij de renovatie is de oeverlijn aangepast zodat de bocht in de singel minder scherp is en scheepvaart gemakkelijker onder de brug door kan varen. De Valkbrug is als een zogeheten integraalbrug uitgevoerd.
Op 16 juli 2019 werd de Valkbrug, samen met het plein boven op de Lammermarkt-parkeergarage, feestelijk geopend. 

## Trivia
Het aantal karakteristieke leuningspijlen aan de zijkant van de brug(gen) zou naar verluidt 1574 stuks bedragen , een verwijzing naar 3 oktober 1574, de datum van het Leidens Ontzet. 